# 검은 1월
검은 1월(아제르바이잔어: Qara Yanvar)은 검은 토요일 또는 1월 학살로도 알려져 있는데, 소련 해체 기간 동안 국가 비상사태의 일환으로 1990년 1월 19일~20일 바쿠에서 아제르바이잔 민족주의와 반소 감정에 대한 폭력적인 진압이 있었다.
소련 공산당 서기장 미하일 고르바초프와 국방부 장관 드미트리 야조프는 아제르바이잔 독립 운동이 소련 아제르바이잔 정부를 전복하려는 시도를 막기 위해 군법이 필요하다고 주장했다. 아제르바이잔의 공식 추정치에 따르면, 147명의 민간인이 사망하고 800명이 부상을 입었으며 5명이 실종되었다.
1990년 1월 22일 결의안에서 아제르바이잔 소비에트 사회주의 공화국 최고 소비에트는 바쿠에 비상사태와 군사 배치를 부과하는 데 사용된 1월 19일자 소련 최고 소비에트 상임위원회의 법령이 침략 행위라고 선언했다.

## 사건
1989년 12월, 이란과 국경을 접하는 지역에 거주하는 아제르바이잔인들은 이란에 거주하는 동족 아제르바이잔인들과의 관계 개선을 요구하며 국경 울타리를 허물었다. 잘릴라바드의 지방 당국은 시위대에 항복하여 아제르바이잔 인민 전선에 행정권을 넘겨주었다. 이어서 2주 후 렌캐런 행정부가 인민 전선에 비폭력적으로 넘어갔다.
1990년 1월 9일, 아르메니아 SSR 최고 소비에트는 나고르노카라바흐를 예산에 포함시키고 주민들이 아르메니아 선거에 투표할 수 있도록 허용하여 소련 당국과 아제르바이잔 SSR 관할권을 무시하고 공화국 전역에 분노를 일으켰다. 이로 인해 아제르바이잔 공산주의 관리들의 축출과 소련으로부터의 독립을 요구하는 시위가 일어났다. 휴먼 라이츠 워치 보고서에 따르면, 이들의 수사는 "강하게 반아르메니아적"이었다. 1월 12일, 인민 전선은 바쿠의 공장과 사무실에 지부를 둔 국가방위위원회를 조직했다. 목표는 지역 아르메니아인과의 전투를 위해 주민들을 동원하는 것이었다.

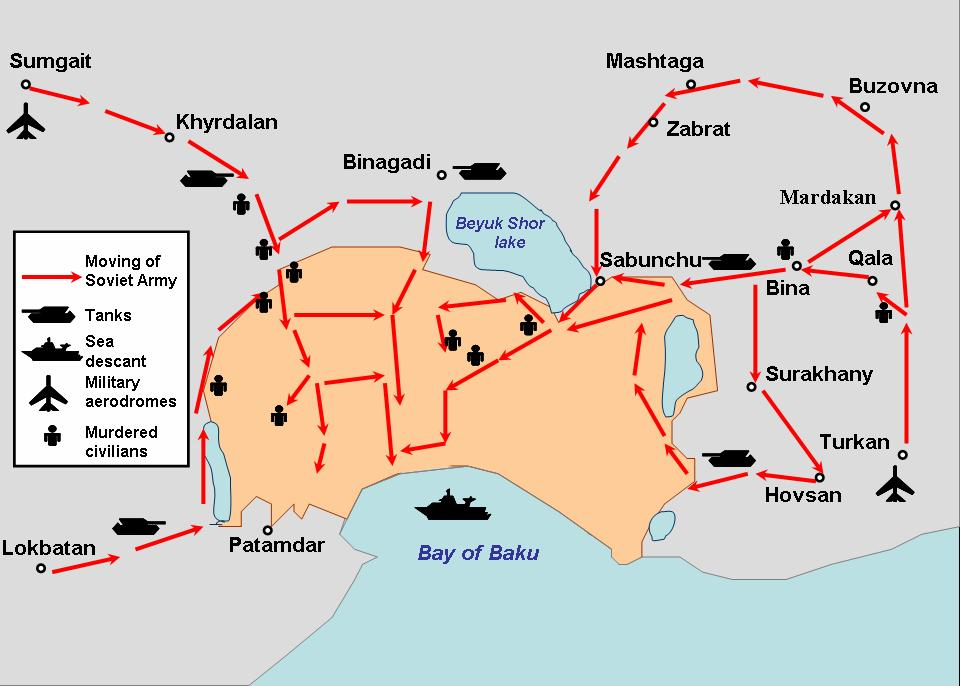
1990년 1월 20일 바쿠에서 소련군의 작전

아제르바이잔 지방 당국은 내부 싸움과 분열로 인해 행동 능력이 마비되어 질서를 회복할 수 없었다. 아제르바이잔 당국은 또한 12,000명의 내무부 병력에게 바쿠 폭동에 개입하지 말 것을 명령했으며 바쿠 수비대와 카스피 함대의 수많은 소련군 및 해군 부대는 모스크바 당국의 명령을 받지 않았다고 주장하며 폭동을 막기 위해 개입하지 않았다. 1월 13일, 바쿠에서 반아르메니아인 학살이 시작되어 48명이 사망했고, 수천 명이 소련군에 의해 대피하거나 도피했다.
1월 15일, 당국은 바쿠를 제외한 아제르바이잔 여러 지역에 비상사태를 선포했다. 동시에, 소련 중앙 당국의 개입을 우려하여 인민 전선 활동가들은 병영을 봉쇄하기 시작했다. 그들은 이미 여러 아제르바이잔 지역에서 사실상의 통제권을 장악하고 있었다.
1월 18일, 인민 전선은 지지자들에게 수백 대의 승용차, 트럭, 버스를 사용하여 바쿠로 들어가는 주요 진입로를 바리케이드로 막으라고 명령했다. 다음 날, 소련 당국은 대표자들과 지역 관리들을 대피시켜 도시 외곽의 군사 지휘소로 이동시켰는데, 그곳에는 소련 국방부 장관 드미트리 야조프와 내무부 장관 바딤 바카틴이 배치되어 있었다.
1월 19일, 소련 최고 소비에트 상임위원회는 미하일 고르바초프가 서명한 법령을 승인하여 바쿠와 아제르바이잔 SSR의 다른 일부 지역에 비상사태를 선포했다. 법령에는 다음과 같이 명시되어 있었다.
바쿠 시의 상황이 극적으로 악화되고, 범죄적인 극단주의 세력이 대규모 소요를 조직하여 합법적인 국가 당국을 권력에서 제거하려는 시도와 시민의 보호 및 안전을 위해, 소련 최고 소비에트 상임위원회는 소련 헌법 제119조 14항에 의거하여 다음과 같이 선포한다. 1990년 1월 20일부터 바쿠 시에 비상사태를 선포하며, 1990년 1월 15일 소련 최고 소비에트 상임위원회 법령의 효력을 그 지역에 확장한다.
이 법령은 당시 시행 중인 법적 규정을 위반했는데, 당시 규정에는 아제르바이잔 SSR 최고 소비에트 상임위원회가 관련 요청을 중앙 정부에 해야 한다고 명시되어 있었다.
1990년 1월 19일 밤 늦게, 소련 특수부대가 중앙 텔레비전 방송국을 파괴하고 전화 및 라디오 회선을 끊은 후, 26,000명의 소련군이 바리케이드를 뚫고 바쿠에 진입하여 인민 전선을 진압했다. 미하일 고르바초프는 아제르바이잔 인민 전선의 무장 괴한들이 병사들에게 총을 쏘았다고 주장했지만, 모스크바에 본부를 둔 비정부 조직 실드의 조사 결과 1월 20일 민간인들을 진압하는 동기로 사용된 "아제르바이잔 인민 전선의 무장 전투원"에 대한 증거는 발견되지 않았다.
변호사와 예비역 장교들로 구성된 독립 단체 실드는 군대와 군사 작전에서 인권 침해를 관찰했으며, 군대가 민간인을 상대로 전쟁을 벌였으며 작전을 직접 지휘한 드미트리 야조프 국방부 장관에 대한 형사 조사를 시작할 것을 요구했다. 아제르바이잔 내무부 관리들은 인민 전선 활동가들에게 무기, 기술 시설을 제공하고 군 부대의 이동 정보를 알려줌으로써 소요를 조장하는 것을 도왔다.
군대는 시위대를 공격하고 군중에게 발포했다. 총격은 사흘 동안 계속되었다. 그들은 미하일 고르바초프 최고 소비에트 상임위원회 의장이 서명한 소련 최고 소비에트 상임위원회가 선포한 비상사태에 따라 행동했으며, 이 비상사태는 이후 4개월 이상 지속되었다. 그러나 비상사태는 공격이 시작된 지 몇 시간 후에야 아제르바이잔 대중에게 공개되었는데, 그때는 이미 많은 시민들이 바쿠의 거리, 병원, 시체 안치소에서 죽거나 다쳤다.
1월 22일 셋째 날에는 바쿠의 거의 모든 주민들이 사망자를 매장하기 위해 나왔다. 그 후 40일 동안 국가 전체가 애도와 대규모 시위의 표시로 일을 하지 않았다.

### 사망자 수
여러 자료에 따르면, 133명에서 137명의 민간인이 사망했으며 비공식적으로는 300명에 달했다. 최대 800명이 부상을 입었고 5명이 실종되었다. 추가로 26명이 네프티찰라와 렌캐런 지역에서 사망했다.
한 보고서에 따르면, 거리 충돌에서 아제르바이잔인 93명과 소련군 병사 29명이 사망했다. 다른 보고서에는 전투에서 병사 21명이 사망하고 90명이 부상을 입었다고 나와 있다. 그러나 병사들이 어떻게 사망했는지는 여전히 논쟁 중이다. 소련 당국은 병사들의 사망이 무장 저항으로 인한 것이라고 주장했지만, 일부 병사들은 오인 사격의 희생자일 수도 있다.

### 비상사태
고르바초프 서기장과 다른 관리들은 아르메니아인에 대한 학살과 폭력을 막고 극단주의자들이 소련 아제르바이잔 정부를 전복하려는 시도를 저지하는 데 필요하다고 주장했다. 정부 법령은 다음과 같이 명시했다. "극단주의 단체들은 대규모 소요를 조직하여 민족적 적대감을 부채질하고 있다. 그들은 대담한 범죄 행위를 저지르고, 도로와 다리에 지뢰를 설치하고, 정착지에 포격을 가하고, 인질을 잡고 있다."
야조프 국방부 장관은 또한 민족주의자들이 아제르바이잔에서 쿠데타를 계획하고 있었다고 말했다. "회의가 계획되었는데, 거기서 권력을 인민 전선에 넘겨준다고 선언할 것을 제안했다." 그는 "인민 전선"이 행동이 취해지기 전에 바쿠에서 자체 비상사태를 선포한 방식과 소련 국가 기관들이 "상황을 통제하지 못하게 된" 방식을 지적했다.

## 보도

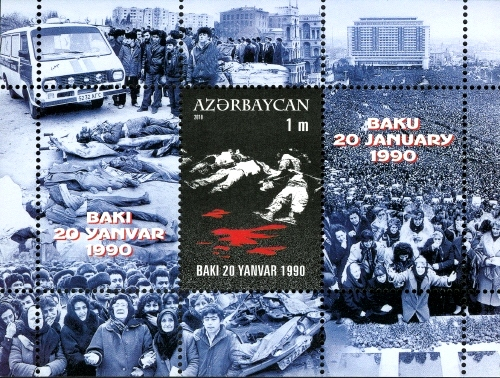
검은 1월 사진이 담긴 아제르바이잔 우표

검은 1월 진압 동안 소련 당국은 아제르바이잔에서 현지 주민과 국제 사회로 뉴스를 유포하려는 모든 노력을 억압했다. 군사 개입 전날, 인민 전선 지도자 중 한 명인 에흐티바르 마메도프는 크렘린 관리들에게 저녁 8시에 아제르바이잔 TV에 출연하여 아제르바이잔 공산당 제1서기 압두라흐만 바지 로프가 떠날 것이며 군대가 바쿠에 침입하지 않을 것이므로 질서를 회복할 것이라고 발표할 것을 제안했다.
대신 정보 장교들이 저녁 7시 15분에 아제르바이잔 TV와 국영 라디오의 전력 공급원을 폭파하여 주민들을 모든 정보원에서 차단했다. TV와 라디오는 침묵했고 모든 인쇄 매체는 금지되었다. 그러나 미르자 하자르와 라디오 자유 유럽/라디오 자유의 직원들은 바쿠에서 매일 보도를 성공적으로 송출했으며, 며칠 동안 국내외 아제르바이잔인들에게 유일한 뉴스 소스가 되었다. 크렘린 지도부는 외부 세계와 아제르바이잔 내부 주민들이 개입 사실을 알지 못하도록 노력했지만, 미르자 하자르와 그의 직원들은 이러한 시도를 좌절시켰다. 미르자 하자르와 라디오 자유 직원들의 행동 덕분에 아제르바이잔 국내외 아제르바이잔인들뿐만 아니라 국제 사회도 소련군의 행동에 대해 알게 되었고 시위를 조직할 수 있었다.
이러한 전개에 충격을 받은 소련 정부는 라디오 자유가 아제르바이잔 군사 개입을 보도한 것에 대해 미국에 공식적으로 불평했다. 1990년 1월 20일 방송은 미르자 하자르를 국내외 아제르바이잔인들 사이에서 인기 있는 인물로 만들었다. 잘 알려진 아제르바이잔 시인이자 작가인 말라하트 아가잔키지(Malahat Aghajanqizi)는 소련군 개입 당시 미르자 하자르가 라디오에 출연한 것을 다음과 같이 묘사했다. "1월 20일, 미르자 하자르는 하느님이 주신 신성한 목소리로 죽어가는 아제르바이잔 국민들에게 희망을 주었다."

## 평가
1990년 1월 22일, 대중의 요청과 일부 국회의원들의 주도로 아제르바이잔 SSR 최고 소비에트의 특별 회의가 열렸다. 이 회의는 1월 20일 사건을 처음으로 평가하고 소련군에 의한 진압 작전을 규탄하는 일부 문서를 채택했다.
메모리얼 소사이어티와 헬싱키 워치는 1991년 5월, 비상사태 선포가 시민적 자유에 대한 부당한 침해로 이어졌으며 소련군이 많은 사망자를 초래하는 부당한 무력을 사용했다는 강력한 증거를 발견했다고 보고했다. 여기에는 장갑차 사용, 총검 사용, 그리고 명확하게 표시된 구급차에 대한 발포가 포함된다.
휴먼 라이츠 워치의 "아제르바이잔의 검은 1월"이라는 보고서는 다음과 같이 진술한다. "실제로 1월 19-20일 밤에 소련군이 사용한 폭력은 아제르바이잔인들의 저항에 비해 너무나 과도하여 집단 처벌에 해당한다. 소련 관리들이 소련군의 개입 목적이 민족주의적 비공산주의 반대 세력에 의한 아제르바이잔 공화국의 공산주의 지배 정부의 전복을 막기 위한 것이었다고 공개적으로 밝혔으므로, 소련 병사들이 바쿠에 가한 처벌은 아제르바이잔뿐만 아니라 소련의 다른 공화국들의 민족주의자들에게 경고의 메시지를 보내기 위함이었을 수도 있다."
"이후 발트해 공화국들에서 발생한 사건들(바쿠 사건과 놀랍도록 유사하게, 주장되는 시민 소요가 소련군의 폭력적인 개입의 정당화로 인용되었다)은 소련 정부가 민족주의 운동에 가혹하게 대처할 것임을 다시 한번 확인시켜 준다"라고 휴먼 라이츠 워치 보고서는 계속한다.
1995년 1월 4일자 월 스트리트 저널 사설은 고르바초프가 "독립을 추구하는 아제르바이잔"에 대해 폭력을 사용하기로 선택했다고 밝혔다. 1년 후 세계 언론이 고르바초프가 리투아니아와 라트비아에서 민간인을 폭력적으로 학살한 것에 대해 비판했을 때, 아제르바이잔 대중은 1년 전 검은 1월 동안 고르바초프의 명령에 대한 세계 언론의 침묵에 분개했다.

### 독립
1991년 10월 18일, 아제르바이잔 의회는 국가의 독립을 회복했다. 1992년 2월 14일, 아제르바이잔 검찰청은 학살에 연루된 개인들을 대상으로 소송을 제기했다. 2003년 3월, 같은 소송이 소련 헌법 제119조와 아제르바이잔 SSR 헌법 제71조를 위반한 혐의로 전 소련 대통령 고르바초프를 대상으로 제기되었다. 1994년, 아제르바이잔 국회는 검은 1월 사건에 대한 완전한 정치적, 법적 평가를 채택했다. 아제르바이잔 대통령 헤이다르 알리예프의 1999년 12월 16일자 법령에 따라, 진압의 모든 희생자들에게 "1월 20일 순교자"(아제르바이잔어: 20 yanvar şəhidi)라는 명예 칭호가 수여되었다.
1월 20일은 아제르바이잔에서 순교자의 날(또는 말 그대로 "전국적인 슬픔의 날")로 기념된다. 2025년 35주년 기념식에는 4,000명의 플래시 몹이 포함되었다.

## 기념비
1월 20일은 애도의 날로 인정되며 전국적인 슬픔의 날(아제르바이잔어: Ümumxalq Hüzn Günü)로 기념된다. 2010년 1월, 바쿠 야사말 지구에 검은 1월 희생자들을 위한 기념비가 세워졌다. 기념비는 자반시르 다다쇼프(Javanshir Dadashov)와 아자드 아가예드(Azad Agayed)가 디자인했으며, 아달라트 맘마도프(Adalat Mammadov)가 건축했다. 기념비 개막식은 2010년 1월 20일에 열렸다. 일함 알리예프 아제르바이잔 대통령과 라미즈 메흐디예프 대통령 행정실장, 이브라힘 메흐디예프 야사말 행정부 수장, 그리고 비극 희생자 가족들이 행사에 참석했다. 단지의 총 면적은 1,500 제곱미터 (16,000 ft2)이다. 기념비와 받침대의 높이는 8 미터 (26 ft)이다. 기념비는 도시로 진입하는 무장 부대를 막으려는 결의를 가진 사람들의 모습과 이미 쓰러진 일부 사람들을 묘사한다.

## 같이 보기
- 4월 9일 비극
- 아제르바이잔의 역사
- 소련의 역사
- 1991년 1월 라트비아 사건
- 1월 사건 (리투아니아)
- 젤톡산
- 아제르바이잔 학살 목록
- 노래하는 혁명